# Tococa
Tococa är ett släkte av tvåhjärtbladiga växter. Tococa ingår i familjen Melastomataceae.

## Bildgalleri

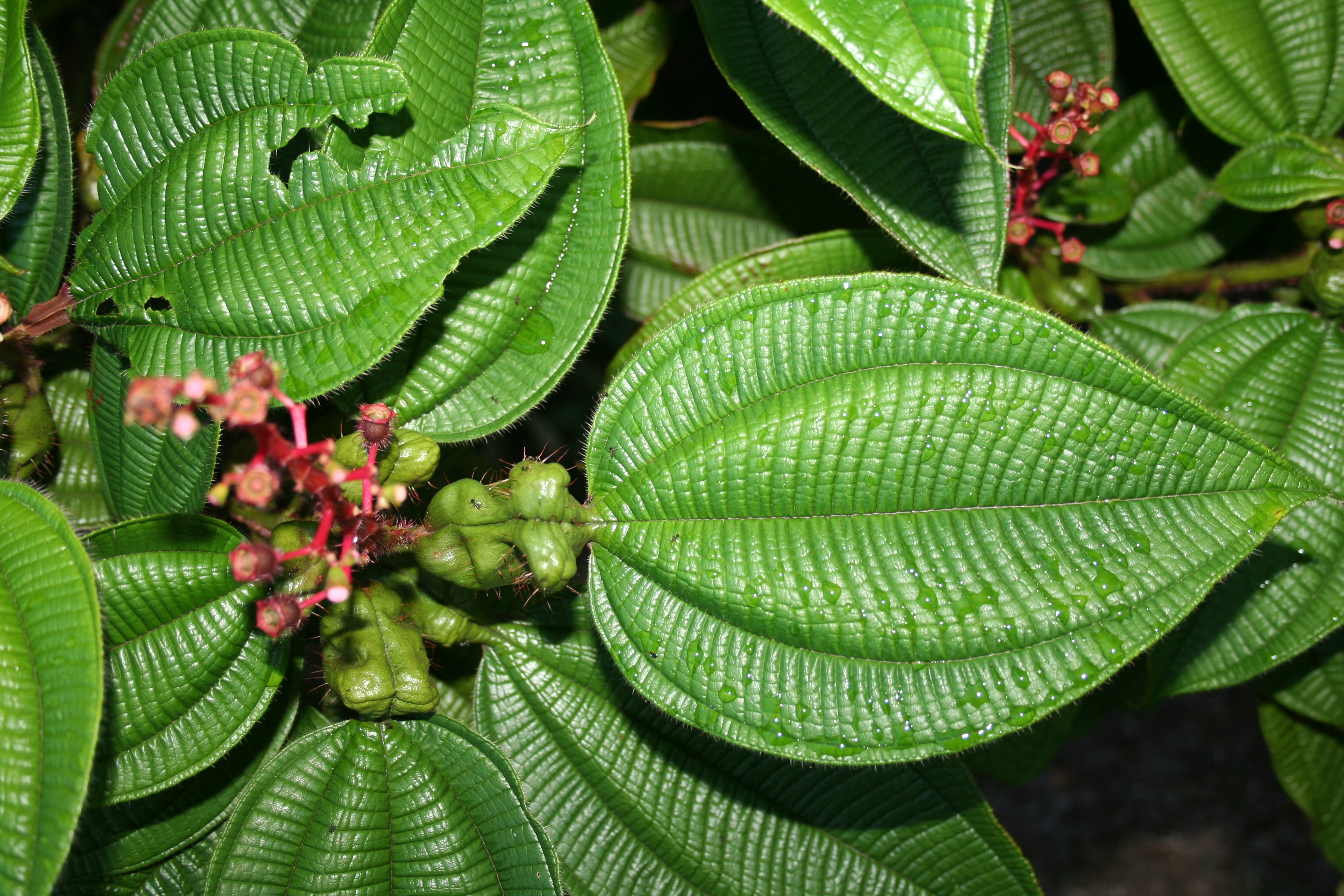

## Dottertaxa tillTococa, i alfabetisk ordning[1]
- Tococa aristata
- Tococa bolivarensis
- Tococa broadwayi
- Tococa bullifera
- Tococa capitata
- Tococa caquetana
- Tococa carolensis
- Tococa caryophyllaea
- Tococa caudata
- Tococa ciliata
- Tococa cinnamomea
- Tococa cordata
- Tococa coronata
- Tococa costoides
- Tococa croatii
- Tococa desiliens
- Tococa erioneura
- Tococa erythrophylla
- Tococa ferruginea
- Tococa filiformis
- Tococa gonoptera
- Tococa guianensis
- Tococa hirta
- Tococa lancifolia
- Tococa leticiana
- Tococa liesneri
- Tococa macrophysca
- Tococa macroptera
- Tococa macrosperma
- Tococa meridensis
- Tococa nitens
- Tococa obovata
- Tococa oligantha
- Tococa pachystachya
- Tococa parviflora
- Tococa pauciflora
- Tococa perclara
- Tococa platyphylla
- Tococa quadrialata
- Tococa racemifera
- Tococa raggiana
- Tococa rotundifolia
- Tococa spadiciflora
- Tococa stellata
- Tococa stenoptera
- Tococa stephanotricha
- Tococa subciliata
- Tococa symphyandra
- Tococa tepuiensis
- Tococa undabunda